# Gábor Hajnal
Pour les articles homonymes, voir Hajnal.
Dans le nom hongrois Hajnal Gábor, le nom de famille précède le prénom, mais cet article utilise l’ordre habituel en français Gábor Hajnal, où le prénom précède le nom.
Gábor Hajnal (né le 4 octobre 1912 à Gyepűfüzes, aujourd’hui Kohfidisch – mort le 26 janvier 1987 à Budapest) est un poète hongrois. Il était le frère de la poétesse Anna Hajnal et le père de Zsuzsa Kartal.